# Tinospora trilobata
Tinospora trilobata är en tvåhjärtbladig växtart som beskrevs av Friedrich Ludwig Diels. Tinospora trilobata ingår i släktet Tinospora och familjen Menispermaceae. Inga underarter finns listade i Catalogue of Life.